# Antoine Le Maistre

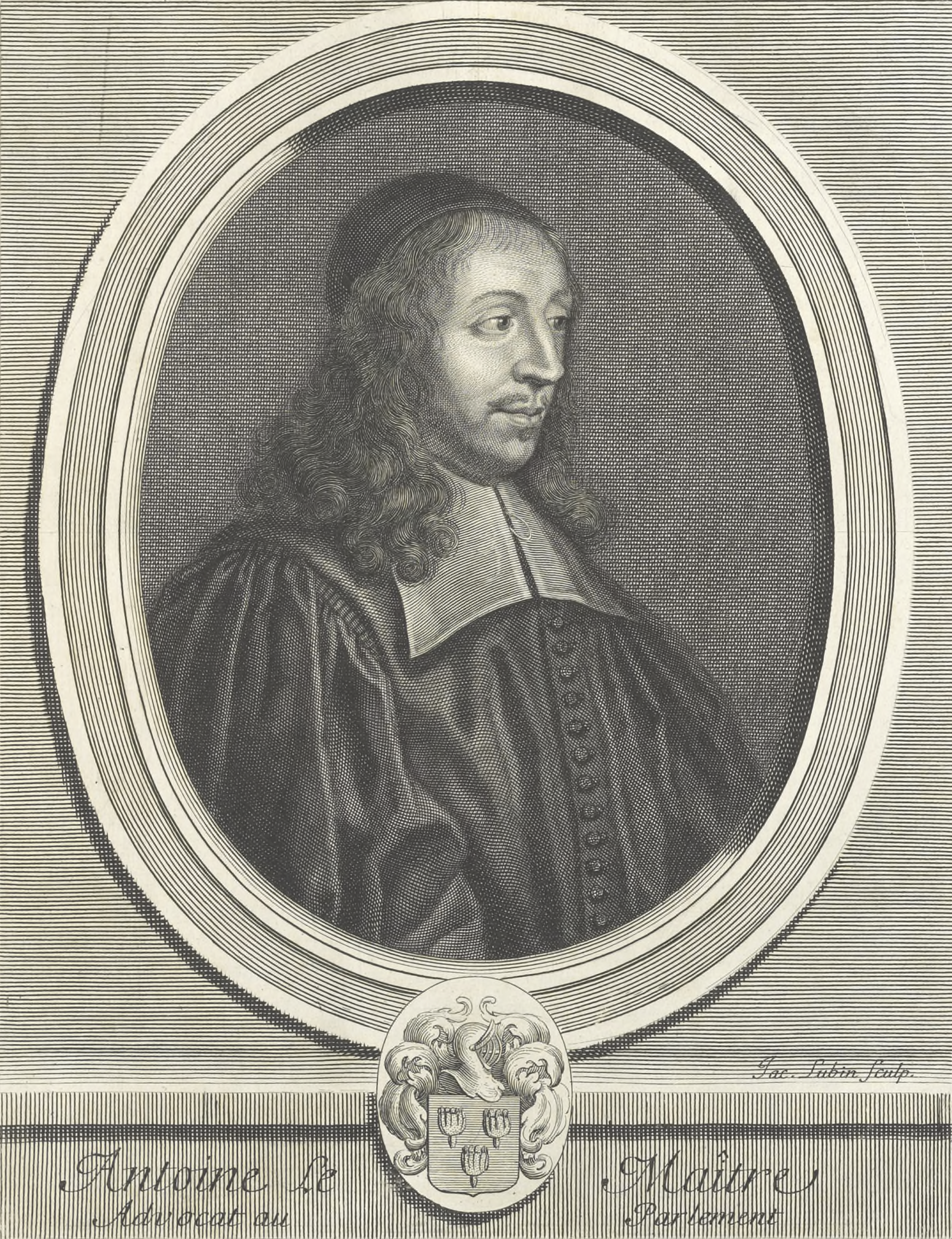
Antoine le Maistre (Gravur von Jacques Lubin, 1696)

Antoine Le Maistre (auch Le Maître; * 2. Mai 1608 in Paris; † 4. November 1658 in Magny-les-Hameaux) war ein französischer Rechtsanwalt, Autor, Jansenist und Eremit. Er war der erste Einsiedler von Port-Royal.

## Leben und Werk

### Die Familie Arnauld
Antoine Le Maistre (auch: Le Maître) gehörte durch seine Mutter Catherine (1590–1651) zur weitgespannten Familie ihres Vaters Antoine Arnauld (1560–1619), der 20 Kinder hatte. Aus dieser Familie gingen im Laufe des 17. Jahrhunderts drei Äbtissinnen des zisterziensischen Reformklosters Port Royal des Champs hervor (Angélique, Agnès und Angélique de Sain-Jean Arnauld d’Andilly, 1624–1684), ferner etliche Nonnen, und auch die Männer, unter denen bedeutende Köpfe waren (vor allem der Große Arnauld, aber auch dessen ältester Bruder Robert Arnauld d’Andilly), standen fast alle dem Kloster nahe. Seine Mutter trat 1640 ebenfalls dort ein, wo vier ihrer Schwestern bereits Nonnen waren.

### Kindheit und Jugend in der Familie Arnauld
Die Ehe von Antoines Eltern war unglücklich, weswegen die Mutter ab 1616 mit den Kindern bei ihrem Vater lebte. Nach dessen Tod 1619 wechselte sie zu ihrem älteren Bruder Robert Arnauld d’Andilly, der deshalb für den jungen Antoine zu einem zweiten Vater wurde. Der Onkel, der 1628 politisch in Ungnade fiel, nutzte diese Zeit bis 1634 für eine gewisse Weltabgeschiedenheit und das Schreiben religiöser Dichtung, ein Beispiel, das Antoine ebenso vor Augen hatte wie das seiner zisterziensischen Tanten. 

### Star und Aussteiger
Antoine war (zusammen mit seinem Freund Olivier Patru) schon in jungen Jahren als Rechtsanwalt dank seiner rhetorischen Begabung ein Stern am Himmel des Pariser Gerichtswesens. Man sagte ihm eine große Zukunft voraus. Doch dann kam der Bruch. Nicht mal dreißigjährig gab er im Oktober 1637 seine bürgerliche Existenz auf und zog sich für ein Büßerleben in die Nähe des Klosters Port-Royal (in Paris) zurück, wo ihm seine Mutter eine Unterkunft bauen ließ.

### Die Bekehrung
Über den Vorgang seiner Lebensumkehr, die für die Pariser Gesellschaft eine Sensation und ein Schock war und die nicht unwesentlich dazu beitrug, dass Richelieu selbst eingriff, ist folgendes bekannt. Die Absicht, eine Ehe einzugehen, gab er auf, als seine Tante Agnès Arnauld, die er um Rat gefragt hatte, ihm davon brieflich in massiver Form abriet. Entscheidend aber war offenbar die Begegnung mit dem Jansenisten Jean Duvergier de Hauranne, genannt Saint-Cyran, der als Freund seines Onkels Robert Arnauld d’Andilly in dessen Haus lebte und das Sterben von dessen kranker Frau Catherine Le Fèvre de la Boderie (* 1598) bis zu ihrem Tod am 24. August 1637 geistlich begleitete. Antoine erlebte diese Phase aus nächster Nähe mit. Man hat deshalb sagen können: En consolant la mourante, l’abbé convertit l’avocat, anders gesagt: Die Trostworte Saint-Cyrans waren für die Sterbende, aber getroffen haben sie den jungen Anwalt. Antoine fühlte sich, wie er später schrieb, von Gott berührt („Dieu m’ayant touché“) und berufen, ein neues Leben in Einsamkeit und Buße zu führen, wohl wissend, dass dieser Schritt von der Gesellschaft als Wahnsinn („folie“) empfunden würde. Er wollte leben, als wäre er in einem Kloster („comme si j’étais dans un monastère“), ohne aber in einen Orden einzutreten oder Priester werden zu wollen.

### Die Solitarier
Antoines Schritt war bahnbrechend. Gleichgesinnte schlossen sich an, vor allem seine jüngeren Brüder Simon Le Maistre de Séricourt (* 1612; † 4. Oktober 1650), Louis-Isaac Lemaistre de Sacy, Jean Le Maistre de Saint-Elme (1609–1690) und Charles Le Maistre de Vallemont (1612–1652), aber auch andere, darunter ab dem 20. Januar 1638 Claude Lancelot. Die Gemeinschaft, die ein privates Erziehungsinstitut eröffnete, wurde bekannt unter dem Namen Solitaires (Abgeschiedene, Einsiedler, Eremiten) von Port-Royal (zuerst in Paris, dann verbannt nach Port Royal des Champs). Neben den genannten Namen gehörten dazu: der Arzt Jean Hamon (1618 bis 1687), Pierre Nicole, Antoine Arnauld und andere, ab 1844 auch Robert Arnauld d’Andilly.

### Vertreibung und Rückkehr
Die Festnahme von Saint-Cyran durch Richelieu, der offenbar den Verlust eines Teils der geistigen Elite für den Staat befürchtete, führte am 15. Juli 1638 auch zur Auflösung und Zerstreuung der Solitaires durch die Staatsgewalt. Antoine, sein Bruder Simon de Séricourt und Lancelot wurden für ein Jahr nach La Ferté-Milon verbannt, wo sie mit der Familie ihres berühmtesten späteren Schülers Jean Racine in Berührung kamen, konnten aber im August 1639 wieder in das leerstehende Kloster Port Royal des Champs (in Magny-les-Hameaux) einziehen. Da die Nonnen von Port Royal dieses Kloster bereits 1625 geräumt hatten und nach Paris gewechselt waren, konnten die Solitarier anfänglich die Klosterräume nutzen. Ab 1646 kehrten die Nonnen teilweise nach Port Royal des Champs zurück und die Solitarier wichen in die Grangien („Les Granges“) aus.

### Lebensweise der Solitarier
Die Solitarier lebten in Port Royal des Champs arm gekleidet, unter strengem Fasten und im Winter ohne Heizung. Sie beteten das Offizium mit den Ortsgeistlichen und sangen es an Festtagen. Für das Morgengebet („Mâtines“) standen sie um zwei Uhr nachts auf. Sie organisierten von 1637 bis 1660 ein Erziehungsinstitut, die sog. Petites Ecoles, wo insgesamt 120 Schüler, die hohes Schulgeld bezahlten, in Kleingruppen unterrichtet wurden. Zu den Solitariern gehörten einige der bedeutendsten Intellektuellen der Zeit. In diesem Klima arbeitete Antoine Le Maistre als Erzieher und war forschend, schreibend und übersetzend tätig, ferner zeitweise körperlich in der Landwirtschaft.

### Saint-Cyrans Tod
Saint-Cyran kam im Februar 1643 frei und besuchte Port-Royal des Champs vor seinem Tod im  Oktober. Er regte bei Antoine die Befassung mit Bernhard von Clairvaux an, den er einen Feuerkopf („un esprit de feu“) und einen wahren christlichen Adeligen („un vrai gentilhomme chrétien“) nannte. Saint-Cyrans Tod löste bei Antoine eine anti-intellektuelle Reaktion aus. Er hörte auf zu lesen und zu schreiben, eine geistige Wüste, aus der ihn erst der geistliche Nachfolger Saint-Cyrans, Antoine Singlin (1607–1664), wieder befreite. 

### Studien und Publikationen
Antoine lernte Griechisch und Hebräisch und begann eine Bibelübersetzung, die von seinem Bruder Sacy vollendet wurde. Daneben übersetzte er die Kirchenväter. Als Frucht seiner langjährigen Übersetzertätigkeit hinterließ er 9 Regeln für die Übersetzung ins Französische, die im Kontext der Herausbildung des klassischen Französisch von Interesse sind (Falconnet 1807, S. XLVI, Anmerkung). Als er 1657 eine Sammlung seiner besten Plädoyers (gehalten zwei Jahrzehnte früher) publizierte, erntete er Kritik für diesen angeblichen Rückfall in die weltliche Eitelkeit. In Wirklichkeit handelte es sich darum, einer Fülle von betrügerischen Veröffentlichungen zu begegnen, in denen Texte, die nicht von ihm stammten, für den besseren Verkauf mit seinem Namen geschmückt wurden. In seiner eigenen Publikation (durch den Herausgeber Jean Issali * 1630, sechs Auflagen bis 1671) setzte er nachträglich christliche Zitate ein.

### Lehrer von Racine und Tod
Von 1655 bis 1658 war er einer der Lehrer von Jean Racine (der ihn „Papa“ nannte). Folgende Stelle aus Racines Theaterstück Esther (1. Akt, 1. Szene) könnte der Lebensgeschichte seines Lehrers nachgefühlt sein. Esther sagt: «Et c’est là que, fuyant l’orgueil du diadème,/Lasse de vains honneurs, et me cherchant moi-même,/Aux pieds de l’Eternel je viens m’humilier,/Et goûter le plaisir de me faire oublier.» (Den Stolz meiner Position fliehend, eitler Ehrungen überdrüssig und auf der Suche nach mir selbst, komme ich mich demütigen zu Füßen des Ewigen und will genießen die Lust am Vergessenwerden.)
1658 starb Antoine Le Maistre 50-jährig an den Entbehrungen, die er sich konstant auferlegt hatte.

## Schriften
- Apologie pour feu Monsieur l’Abbé de St Cyran. 1644.
  - Seconde Apologie pour Monsieur Jansenius. 1645.
  - Apologie pour feu messire Jean Du Vergier de Hauranne, abbé de St Cyran. Divisee en IV. parties dont les deux premieres contiennent la response à l’extrait d’une information pretendue͏̈ que l’on fit courir contre luy l’an 1638. & que les jesuites ont fait imprimer l’an 1644. à la teste d’un libelle diffamatoire intitulé, Sommaire de la theologie de l’abbé de Saint Cyran, & du sieur Arnauld. Et les deux dernieres, qui ont esté adjoutées à cette 2. edition contiennent la Response generale & particuliere à un Memoire de monsieur l’evesque de Langres. 1645
- La Vie de S. Bernard, premier abbé de Clairvaux et Père de l’Eglise, divisée en six livres, dont les trois premiers sont traduits du latin de trois célèbres abbez de son temps [Guillaume de St-Thierry, Arnaud (alias Bernard) de Bonneval, Geoffroy, religieux de Clairvaux] & contiennent l’histoire de sa vie; et les trois derniers sont tiréz de ses ouvrages & représentent son esprit & sa conduite. Antoine Vitré et la Vve Martin Durand, Paris 1648.
- (Jean Issali, Hrsg.) Les Plaidoyez et harangues de Monsieur Le Maistre, cy-devant advocat au parlement. Pierre Le Petit, Paris 1657.
- Lettre d’un advocat au Parlement, à un de ses amis, touchant l’inquisition qu’on veut établir en France à l’occasion de la nouvelle bulle du pape Alexandre VII. A Paris, le 1er juin 1657. Paris, 1657.  (per Dekret der Glaubenskongregation 1657 auf den Index gesetzt)[1]
- L’Aumosne chrestienne, ou la tradition de l’Eglise, touchant la charité envers les pauvres. Vve M. Durand, Paris 1658.
  - L’aumosne chrestienne, seconde partie. Contenant, l’aumosne ecclesiastique: ou la tradition de l’Eglise grecque et latine. Par laquelle on voit le sujet qu’ont eu les apostres, les papes, & les saints evesques, d’assister les pauvres, & d’y employer les biens des Eglises, & mesme quelquefois les vases sacrez dans les necessitez publiques & particulieres. Veuve Martin Durand. Et Jean Le Mire. Paris 1658.